# 青森県立板柳高等学校
青森県立板柳高等学校（あおもりけんりつ いたやなぎこうとうがっこう）は、青森県北津軽郡板柳町大字太田字西上林にあった県立高等学校。

## 設置学科
- 普通科

## 沿革
- 1938年（昭和13年）：青森県板柳町立実科高等女学校設置（板柳尋常高等小学校併設）。
- 1942年（昭和17年）：校歌制定・校旗樹立式挙行、補修科設立許可。
- 1943年（昭和18年）：青森県板柳町立高等女学校と改称、補習科を廃止。
- 1944年（昭和19年）：青森県板柳高等女学校と改称。
- 1948年（昭和23年）：青森県板柳高等学校開校、定時制課程設置。
- 1951年（昭和26年）：定時制六郷分校設置。
- 1952年（昭和27年）：校歌制定、校旗樹立式挙行。
- 1954年（昭和29年）：県移管認可。
- 1962年（昭和37年）：家庭科新設。
- 1963年（昭和38年）：家庭科を被服科に変更。
- 1965年（昭和40年）：新校舎落成記念式典。
- 1968年（昭和43年）：新体育館落成竣工。
- 1977年（昭和52年）：定時制課程閉校式挙行。
- 1978年（昭和53年）：現校舎に移転。
- 1979年（昭和54年）：格技場竣工。
- 1985年（昭和60年）：生徒会館（北星会館）落成。
- 1988年（昭和63年）：創立50周年記念式典挙行。
- 1993年（平成5年）：被服科閉科式挙行、記念碑建立。
- 1996年（平成8年）：新制服を制定、学年進行で移行。
- 2021年（令和3年）4月 ：五所川原工業高校（統合後は「五所川原工科高校」と改称）への統合により募集停止。
- 2022年（令和4年）11月19日：閉校式挙行[1]。
- 2023年（令和5年）
  - 3月1日：最後の卒業式挙行。最後の卒業生は17名[2]。
  - 3月31日：閉校。

## 所在地
- 北津軽郡板柳町大字太田字西上林46

## アクセス
- JR五能線板柳駅より徒歩13分